# Хотел „България“ (Бургас)
Хотел „България“ е хотел в Бургас, България, разположен на ул. „Александровска“ №21 в центъра на града.
Хотелът има 19 етажа и височина 71 m, като от построяването си през 1976 година до завършването на хотел „Мираж“ през 2003 година е най-високата сграда в Бургас.